# Пелозе (Сијена)
Пелозе је насеље у Италији у округу Сијена, региону Тоскана.
Према процени из 2011. у насељу је живело 32 становника. Насеље се налази на надморској висини од 269 м.